# Amé III de Sarrebruck-Commercy
Pour les articles homonymes, voir Amé.
Amé III de Sarrebruck-Commercy, (20 octobre 1495 - 19 novembre 1525), comte de Braine et de Roucy, seigneur de Commercy-Château-Haut, de Montmirail et de La Ferté Gaucher, est le fils de Robert II de Sarrebruck-Commercy et de Marie d'Amboise, fille de Charles Ier d'Amboise.

## Biographie
Il est fait chevalier à la bataille de Marignan, gouverneur de l'Île-de-France, capitaine et fourrier des ordonnances du Roi. Ne résidant pas à Commercy il avait nommé comme capitaines et gouverneurs Pierre de Hermens et Jean de Dompud'hy.  
Il décède à Paris et son corps et inhumé à Braine. Son héritage est partagé entre ses trois sœurs Philippine (épouse Charles de Silly et hérite de Commercy et Montmirail), Catherine (épouse d'Antoine de Roye, elle reçoit le comté de Roucy) et Guillemette de Sarrebruck (épouse Robert III de La Marck et reçoit le comté de Braine).

## Mariage et descendance
Il épouse à Saint-Germain-en-Laye le 18/27 juillet 1520 Reine, fille de Guillaume « le jeune » de La Marck, lui-même fils de Guillaume de La Marck, et de Renée du Fou, avec qui il eut un fils nommé Robert, mort très jeune.

### Sources
- Charles Emmanuel Dumont, Histoire de la ville et des seigneurs de Commercy, Volume 1, N. Rolin, 1843 (lire en ligne), p. 305 à 309